# Antonín František Bečvařovský
Antonín František Bečvařovský, deutsch auch Anton Felix Beczwarzowsky (* 9. April 1754 in Jungbunzlau, Böhmen; † 15. Mai 1823 in Berlin) war ein böhmischer Organist, Pianist und Komponist. 

## Leben
Der Schüler von Jan Křtitel Kucharž wurde 1777 Organist an der St.-Jakobs-Kirche in Prag und 1779 an der Hauptkirche in Wolfenbüttel. Hier war er zugleich herzoglich braunschweigischer Kapellmeister. Seit 1796 lebte er in Bamberg, bevor er Anfang 1799 nach Berlin übersiedelte, wo er bis an sein Lebensende blieb.
Bečvařovský wurde besonders als Liedkomponist bekannt, vor allem durch seine Vertonung der Sammlung Leyer und Schwerdt von Theodor Körner. Daneben komponierte er Klavierkonzerte und -sonaten.